# جسددزدها (فیلم ۱۹۹۳)
جسددزدها (انگلیسی: Body Snatchers) فیلمی در ژانر ترسناک و علمی–تخیلی به کارگردانی ایبل فرارا است که در سال ۱۹۹۴ منتشر شد. از بازیگران آن می‌توان به گابریله انور، مگ تیلی، تری کینی، و فارست ویتاکر اشاره کرد.